# 장 2세 (프랑스)
장 2세(Jean II, 1319년 4월 16일~1364년 4월 8일)는 프랑스 왕국의 국왕(재위:1350년 - 1364년)이다. 별명은 선량왕(le Bon)이다.

## 생애
필리프 드 발루아 백작과 로베르 2세 드 부르고뉴 공작의 딸 잔 드 부르고뉴 공녀의 아들로 태어난 그는 부친이 브랑스 국왕으로 오르고 도팽이 되었다. 1332년 보헤미아 왕국의 국왕 얀의 딸 이트카 보헤미아 공주와 혼인하였다. 이후 왕세자 샤를, 앙주공-나폴리왕 루이, 베리공 장, 부르고뉴공 필리프를 포함한 4남 5녀를 얻었으나, 이트카는 남편이 즉위하기 직전인 1349년에 사망했다. 그 해 기욤 12세 도베르뉴 백작의 딸 잔 1세 도베르뉴 여백작과 재혼했다.
1350년 부왕 사후 왕위를 계승하였다. 당시 프랑스 왕국은 잉글랜드 왕국과 백년 전쟁을 치르고 있던 도중이기에 장은 부왕의 유지를 이어받아 잉글랜드에 대항했다. 1355년 에드워드 흑태자가 이끄는 잉글랜드군이 기옌에 침공하자, 장은 이를 막기 위해 장남 도팽 샤를과 함께 출진하여 1356년 푸아티에 전투에서 잉글랜드군과 격돌했으나, 뛰어난 전술가로 알려진 흑태자의 적수가 되지 못하고, 프랑스군은 대패하고 자신도 포로가 되었다.
장은 1360년 브레티니 조약에서 책정된 자신의 몸값인 300만 크라운이 프랑스 국민들에게 엄청난 부담을 지운다는 이유로 석방을 원하지 않았고 흑태자의 극진한 대우를 받으며 런던에서 지내다가 1364년 그곳에서 죽었다. 프랑스 왕위는 도팽 샤를이 이었다.